# Arthrolycosidae
Los artrolicósidos (Arthrolycosidae) son una familia extinta de arañas primitivas con un cierto parecido con las arañas lobo. 
- Datos: Q12462
- Multimedia: Arthrolycosidae / Q12462
- Especies: Arthrolycosidae